# Ghetto de Hlybokaïe
| \| Hlybokaïe \| Localisation de Hlybokaïe sur la carte de la Biélorussie. |
| Hlybokaïe                                                                 |

Le Ghetto de Hlybokaïe (en biélorusse : Глыбокае) ou de Gloubokoïe (en russe : Глубокое) (septembre 1941 — 20 août 1943) est un des ghettos de Biélorussie pendant la Seconde Guerre mondiale, un lieu de déplacement sous la contrainte des Juifs de la ville de Hlybokaïe dans le raïon de Hlybokaïe, Voblast de Vitebsk selon le processus de la Shoah en Biélorussie à l'époque de l'occupation des territoires de l'URSS par les forces armées du Troisième Reich durant la Seconde Guerre mondiale. En août 1943, un soulèvement violent se produisit dans le ghetto. Les Allemands incendièrent celui-ci, provoquant la mort de pratiquement tous les prisonniers. Seuls quelques-uns parvinrent à rejoindre les partisans dans les bois. En deux ans, dans ce ghetto les Allemands exterminèrent plus de 8 000 Juifs.

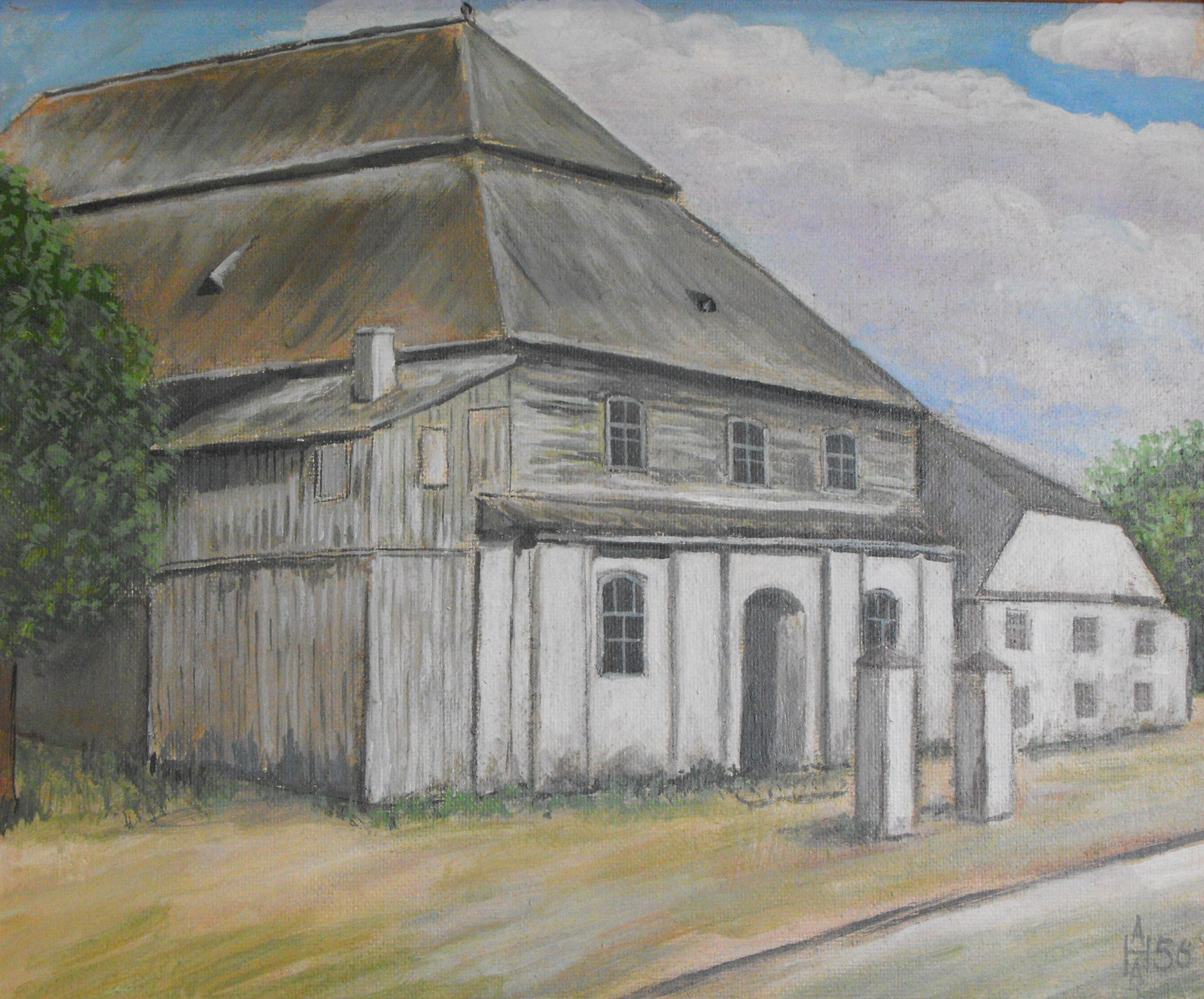
Glubokoïe (Région de Vitebsk) - synagogue 1956 par Anatoly Nalivaev

## Communauté juive de Hlybokaïe
En 1388, Vytautas le Grand, grand-prince de Lituanie autorisa les Juifs à s'installer sur ses terres, garantissant la sécurité, la liberté de commerce, la liberté religieuse. Des Juifs sont mentionnés à Hlybokaïe au milieu du XVIe siècle. Au XIXe siècle les Juifs disent être membres de la communauté Loubavitch. La population juive atteint 3 917 en 1897 (70 % de la population totale) et 2 844 personnes en 1921 (63 % de la population).
Au début de la Seconde Guerre mondiale la population de la ville s'élevait à 11 000 habitants, dont 5 500 Juifs, soit 50 %. Depuis 1929, date à laquelle la population juive n'était que de 3 600 ce chiffre s'était accru du fait du développement du commerce dans les années 1930, mais également, du fait de l'afflux de réfugiés à la suite de l'invasion de la Pologne par les Allemands, le 1er septembre 1939. Il faut par ailleurs tenir compte de l'afflux dans la petite ville des Juifs des nombreux villages et hameaux environnants chassés vers le ghetto par les Allemands.

## Occupation de Hlybokaïe et création du ghetto
À la veille de la Seconde Guerre mondiale les Juifs représentaient 50 % de la population de Hlybokaïe, sur plus de 10 000 habitants(selon d'autres données plus de 3 000 personnes. L'afflux des réfugiés, à la suite de l'invasion de la Pologne en septembre 1939 pose des problèmes d'évaluation précise des habitants en 1941.).
Hlybokaïe fut occupée par les forces allemandes de la Wehrmacht pendant 3 ans : du 2 juillet 1941 jusqu'au 3 juillet 1944,.

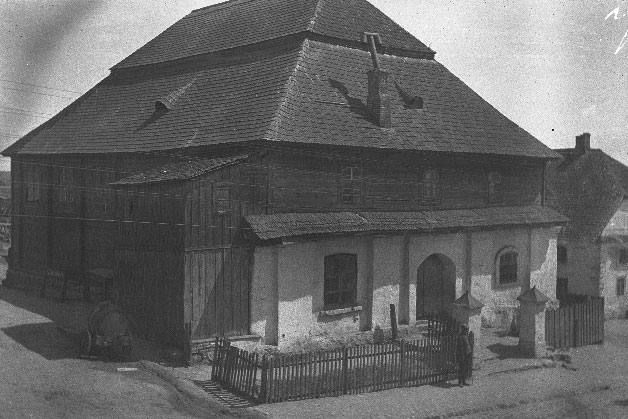
Synagogue de Hloubokaïe en 1916

Avant l'occupation allemande, les fonctionnaires soviétiques avaient appris le début de la guerre, et avaient réquisitionné tous les moyens de transport possible pour quitter la ville, sans essayer d'apporter de l'aide aux gens pour qu'ils évacuent, ni de prévenir les juifs du danger mortel qu'ils couraient. Seul un nombre limité de familles juives quitta la ville à pied, et le reste, une écrasante majorité décida de rester. De plus, beaucoup avaient un souvenir positif des Allemands de l'époque de la Première Guerre mondiale et ne parvenaient pas à croire qu'ils eussent changé à un point tel qu'ils fussent devenus capables des pires atrocités.
Après l'occupation, la ville fut transformée en centre de District du Reichskommissariat Ostland et y furent établis : les bureaux de l'administration, une garnison allemande et des entrepôts militaires.
Dès que la ville fut prise, les Allemands fusillèrent des membres en vue de la communauté juive; quant aux autres Juifs, même les enfants, les Allemands commencèrent à les forcer par la contrainte à des travaux pour la plupart au-dessus de leurs forces. De plus, les Allemands se moquaient continuellement des Juifs, souvent ils les battaient jusqu'à ce qu'ils perdent connaissance et les obligeaient à exercer des fonctions humiliantes et odieuses comme : marcher à quatre pattes, baiser les chaussures des Allemands, etc. Ils poussaient les Juifs sous les réservoirs d'eau et par temps froid renversaient de l'eau sur eux. Après le travail, ils obligeaient aussi des Juifs à nager tout habillés dans le lac de la ville. En août 1941 les Allemands fusillèrent encore 42 Juifs.
En septembre 1941 (selon d'autres sources le 22 octobre,,), les Allemands mirent en œuvre une étape de la Solution finale hitlérienne, avec l'aide des membres de la Collaboration biélorusse pendant la Seconde Guerre mondiale en établissant un ghetto, sur les places K.Marx, Engels, Armée rouge, Chkalov, et des Partisans,,,.
Suivant un ordre insultant du commissaire du territoire, tous les Juifs furent obligés de déménager dans le ghetto dans un délai de 30 minutes. Avec l'autorisation spéciale d'une commission de magistrats, il fut permis aux Juifs de prendre avec eux quelques affaires ; quant à ce qui avait de la valeur : meubles, vêtements, objets de valeurs, bétail, il leur était interdit de les emporter dans le ghetto. Suivant les témoignages des témoins de ce déménagement : « Les Juifs portèrent leurs pauvres affaires dans le camp qui leur était assigné : le ghetto. Dans les rues des bruits, des cris, une bousculade incroyable. La Police, de son côté, maintenait l'ordre, battait les gens à coups de crosses, de bâtons, et de tout ce qui lui tombait sous la main ».
Pour contrôler la réalisation de leurs ordres et l'organisation du travail obligatoire, les Allemands créèrent dans le ghetto un « conseil juif », le judenrat, et choisirent Gerchon Lederman pour le diriger. Ce dernier, prenant en compte le pragmatisme des Allemands, essayait de rendre le travail des prisonniers du ghetto le plus rentable possible, ne sachant pas encore que suivant le plan allemand de la « Solution finale » il fallait exterminer tous les Juifs sans exception.

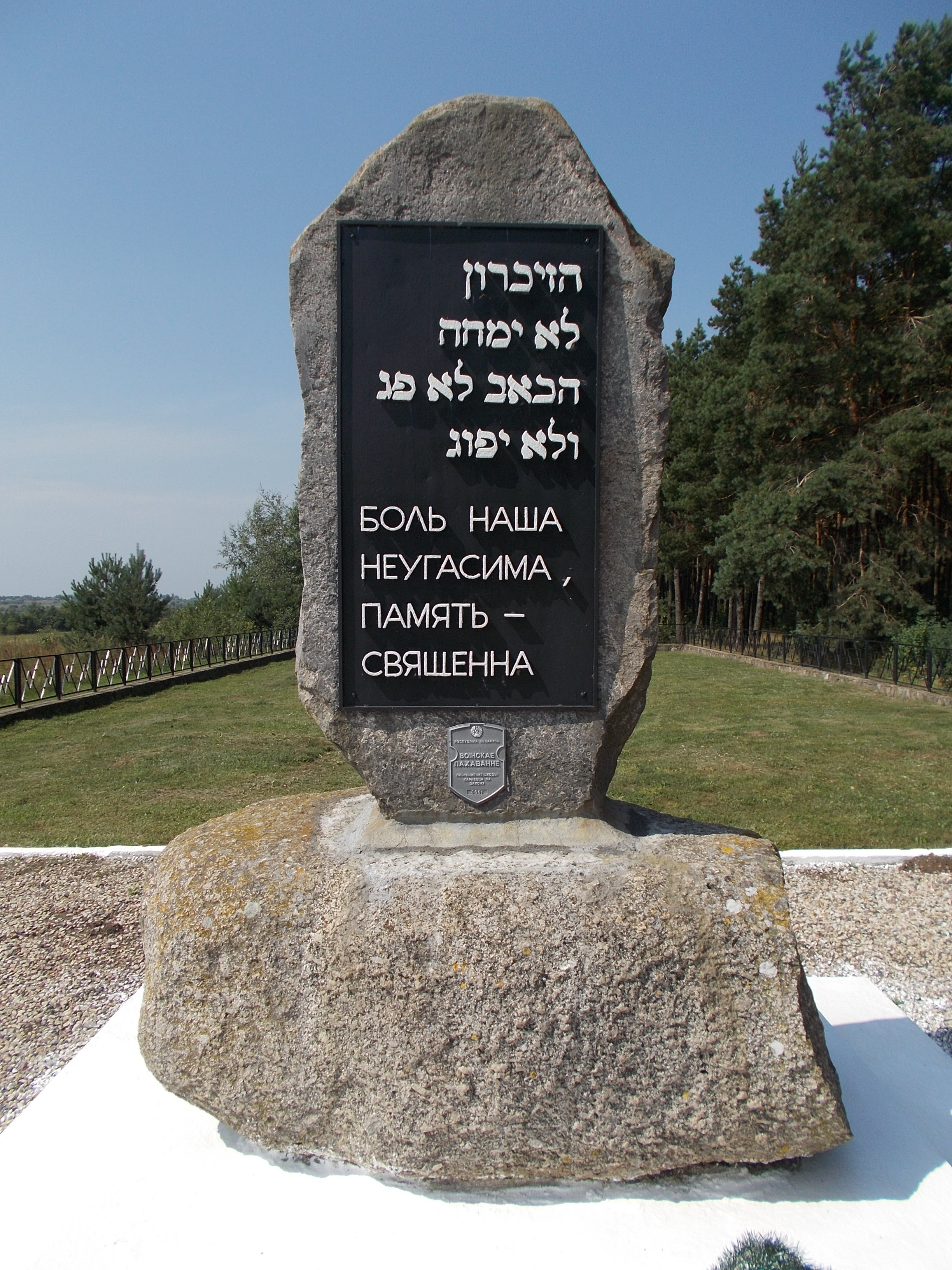
Stèle à la mémoire du 1er Ghetto de Gloubokoïe : « Notre douleur ne s'éteint pas, le souvenir est sacré ».

8 000 Juifs de Gloubokoïe et d'autres villages proches furent chassés à l'intérieur du ghetto,.

## Conditions de vie dans le ghetto
Tous les Juifs en âge de travailler furent inscrits sur des listes, avec l'obligation de réaliser les travaux les plus lourds. Pour la moindre « infraction » ou pour n'avoir pas rempli des normes exagérées fixées pour un travail déterminé, ils étaient battus et tués. De même quand ils osaient marcher sur le trottoir, ou lorsque leur étoile jaune était, ne fût-ce que décousue. La punition la plus répandue était la condamnation à 80 à 125 coups de fouet ; après quoi les rares survivants se voyaient tirés par les cheveux, battus sur la tête avec un bâton,.
Citation du texte « De la justice sommaire et cruelle à l'égard des Juifs du ghetto de Gloubokoïe… » :
« La nourriture : 330 grammes, par travailleur, de pain contenant de la sciure, de la farine d'avoine, du verre pilé, du sable et d'autres saletés. Ceux qui n'accomplissaient pas de travail étaient privés de ces rations misérables. Il recevaient aussi de la viande avariée : 80 grammes pour 7 jours, 50 grammes de céréales par semaine. C'était cela la ration avec laquelle ceux qui travaillaient devaient survivre et maintenir en vie leur famille. »
Un des fonctionnaires occupants faisait preuve d'un sadisme bien particulier à l'égard des prisonniers du ghetto. C'était un certain Vitvisky, habitant Gloubokoïe qui était passé dans le camp des occupants allemands. La police parmi laquelle on trouvait des collaborateurs biélorusses, baltes, polonais et ukrainiens de l'ouest tuait chaque jour des dizaines de Juifs dans la zone appelée l'« aéroport ».
Les Juifs étaient obligés de vivre dans des locaux exigus, habités par quelques familles, dans un espace réduit avec une seule chambre. Ils ne disposaient d'habitude comme meubles, que d'une petite table et d'un banc. Ils dormaient à même le sol, tous ensemble dans la même pièce.
Les Allemands obligeaient les artisans à travailler gratuitement dans plusieurs ateliers, tandis que les Juifs non qualifiés étaient utilisés pour les travaux lourds et sales, les enfants étaient obligés de travailler comme débardeurs, d'approvisionner en bois de chauffage, de travailler comme domestiques.
Citation du document « Sur la justice sommaire et brutale à l'égard des juifs du ghetto de Gloubokoïe… » :
« Pour ceux qui se trouvaient dans le camp les conditions de vie créées étaient horribles : exténués par les conditions du travail pratiqué de 14 à 16 heures par jour et qui dépassait les forces : comme porter des poutres sur les épaules sur une distance de 3 kilomètres, transporter 30  à   50 kilogrammes de pierres et des briques à la main, scier des morceaux de glace nu-pied, les ramener à main nue sur la berge sans moyen de portage, moudre le grain à la main du fait que le moulin à vapeur ne fonctionnait pas, pomper de l'eau au moyen d'une courroie là où il faudrait atteler un cheval, tirer du sable et du gravier avec un simple plateau pour réparer les routes, utiliser un harnais spécial pour porter une dizaine de poutres de maison sur plus d'un kilomètre, utiliser les Juifs pour évacuer les bombes aériennes non explosées hors de la ville, le nettoyage des latrines et le ramassage des ordures, à la main, sans outillage (pour être même ensuite photographié), le nettoyage des conduits de cheminées... »
Les autorités allemandes autorisaient, sous contrôle très strict, la mise à disposition de chaque famille, quel que soit le nombre des membres de celle-ci, d'un maximum de 20 kg de farine et de grain. Quand Osher Gorman fut trouvé en possession d'une quantité de farine dépassant celle autorisée, ils furent conduits lui, sa femme, ses enfants et ses parents aux abords de la ville, obligés de creuser eux-mêmes leurs tombes, puis furent tous tués. Sholom Tsentsiper connut le même sort pour le même « crime ».
Au début du ghetto, il fut permis aux Juifs de passer deux heures par jour au marché pour faire leurs achats. Il leur était toutefois interdit d'acheter du sel, du beurre, de la viande, des œufs et du lait. Bientôt la fréquentation du marché leur fut interdite sous peine de mort,.
Il était interdit aux prisonniers du ghetto de communiquer avec les paysans locaux, sous peine de mort. Mais, malgré ces menaces de mort, il existait des contacts avec ces paysans qui passaient des produits dans le ghetto pour leurs amis. Un paysan du nom de Chebeko apportait secrètement, chaque jour, du lait pour les mères malades de ses amis juifs. Un autre du nom de Grishkevitch apportait des légumes pour quelques familles juives.
La police allemande battait ou exécutait ceux qui tentaient d'apporter des vivres dans le ghetto. Ainsi, la femme de Zalman-Wulf Ruderman fut presque battue à mort pour avoir voulu entrer dans le ghetto avec deux œufs. Sholom Tseniper fut fusillé parce qu'il avait été trouvé à l'entrée du ghetto avec une carcasse de coq. N.Kraut fut tué pour quelques grammes de sel. En mars 1943 la gendarmerie et les « Bobby » (c'est ainsi que l'on appelait la police)) cherchaient après Zalman-Fleicher parce qu'il avait acheté à un paysan un morceau de beurre. Zalmna-Fleicher réussit à s'enfuir, mais le chef de gendarmerie, un certain Kern, ordonna de tuer à sa place les premiers Juifs rencontrés. Le sort tomba sur Lev Drisviatsky, son fils de 18 ans Khavn et Lipa Landau. Un jour, pour avoir trouvé des cartouches chez quelqu'un, une centaine de Juifs furent tués immédiatement.
Une des restrictions les plus catégoriques pour les Juifs était celle concernant les baies, les fruits et les graisses, même en très petite quantité. Chez Zelik Glosman, le fils Aron, âgé de 10 ans, réussit à rapporter dans le ghetto quelques baies.
Pendant quelques jours, sous la direction de Gaynlet, la Gestapo rechercha l'enfant dans toute la ville. Les parents réussirent à cacher l'enfant quelque temps, mais finalement toute la famille fut tuée.
Outre la violence physique, les Allemands inventèrent pour les Juifs la torture morale sans fin. Les nazis et leurs complices se moquaient ainsi de la vie mais tout autant que de la mort. Les Juifs furent obligés, par exemple, de détruire la clôture qui entourait un cimetière juif, de couper tous les arbres et de détruire les pierres tombales.
Malgré les conditions de survie inhumaines et la menace constante de la mort, il y eut des cas d'assistance des prisonniers de guerre soviétiques, qui se trouvaient dans un camp à 1,5 km de Gloubokoïe, dans le village de Berezvetché. La famille Kozliner apporta du pain à ces prisonniers du camp, et quand les Allemands le découvrirent, ils fusillèrent toute cette famille avec les enfants (soit 8 personnes en tout).

### Massacre en 1941
À partir de décembre 1941, les Allemands menèrent dans le ghetto ce qu'ils appelaient une « action » (c'est par cet euphémisme que les Allemands désignaient les massacres qu'ils organisaient),.
Le premier décembre 1941 au matin, quelques dizaines de personnes furent chassées des maisons nues et par un gel intense. Elles furent obligées de marcher jusqu'à l'endroit du massacre à Borki à 1,5 kilomètre de Gloubokoïe. Selon le témoignage des témoins visuels : « Tous furent chassés jusqu'à Borki, où ils furent fusillés. Les pauvres enfants furent jetés vivants dans la fosse où ils furent enfouis sous terre encore vivants. Les Allemands obligeaient les jeunes à danser sur les fosses communes et les vieux à chanter des chants juifs. Après ces avanies sadiques ils obligèrent les jeunes et les plus forts à porter dans leurs bras les vieux et les invalides jusqu'à la fosse et à les y jeter. Ce n'est qu'après cela qu'ils furent obligés de se coucher eux-mêmes. Puis les Allemands les fusillèrent tous ».
Avant de les tuer les Allemands se moquaient cruellement de leurs victimes parmi lesquelles se trouvaient des femmes et des enfants, — leur cassaient les jambes, les maintenaient nues alors qu'il gelait, les arrosaient d'eau froide, les frappaient jusqu'à ce qu'elles perdent connaissance.

## Création du second ghetto
Au début de l'année 1942, environ 2 500 réfugiés juifs se retrouvèrent à Gloubokoïe en provenance de beaucoup de régions avoisinantes, trouvant dans le ghetto un refuge provisoire.
À partir du 20 mai, jusqu'au début du mois de juin 1942, les nazis, souhaitant les obliger à donner leurs derniers objets de valeur, exigèrent une contribution. Ils obligèrent aussi les Juifs à déménager dans un second ghetto nouvellement créé et formant ainsi un « ghetto à l'intérieur du ghetto », séparant le ghetto initial du nouveau par une rue. Les Juifs étaient répartis en fonction de leurs qualifications. Dans un des ghettos se trouvaient les artisans spécialisés et leurs familles, dans l'autre les Allemands chassèrent les vieillards, les malades et les enfants. Ce second ghetto, selon les plans des Allemands ne recevait aucun approvisionnement en nourriture et était destiné à être détruit en premier,. En fait, les Allemands permirent aux Juifs de racheter le transfert vers le second ghetto. Après deux semaines, celui qui n'avait pas pu payer la « rançon » exigée déménageait d'office dans le second ghetto. Quant aux vieux et aux invalides, il fallait les transporter en charrette. Selon les témoignages de survivants, le spectacle était terrible : les pauvres vieux pleuraient et demandaient vers où et pourquoi ils étaient emmenés, pour quelle faute commise étaient-ils séparés de leurs enfants. La rue de l'Armée rouge était remplie des cris et gémissements des vieux et des infirmes. Après la formation du second ghetto, un des principaux tueurs des Juifs de Gloubokaïe, un certain Kopenvald, assura au Judenrat et lui donna sa « parole d'honneur » qu'il n'y aurait plus aucun massacre des Juifs,.

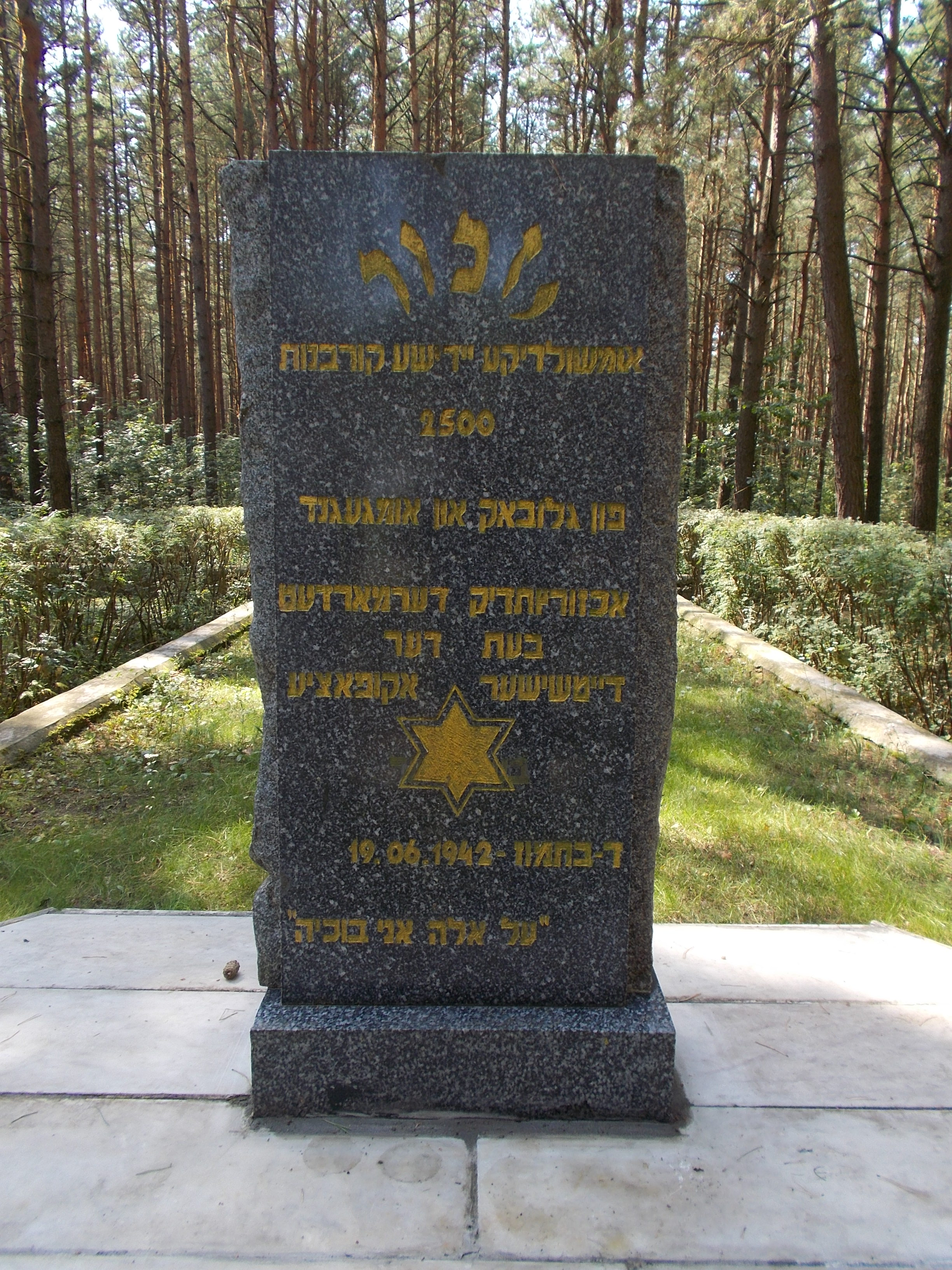
2e Ghetto de Glubokoïe-mémorial

### Massacre en 1942
Le 25 mars 1942, les Allemands fusillèrent à Borki 110 Juifs du ghetto.
La nuit du 18 au 19 juin 1942, les Allemands et la police cernèrent le second ghetto et chassèrent les prisonniers hors des maisons. À l'aube ils envoyèrent les gens chassés vers le terrain de football et commencèrent à les trier, à les battre à coup de crosse, de bâtons, de pierres, puis les envoyèrent par groupes au hameau de Borki à la fusillade. La jeune Zelda Gordon commença à courir, d'autres la suivaient et bientôt la majorité des Juifs furent fusillés par l'escorte. Samuel Gordon essaya de se cacher dans le premier ghetto. Mais il fut capturé, battu, attaché par le cou et on le traîna ainsi dans les rues jusqu'à ce qu'il meure. À Borki les gens durent se déshabiller complètement, se coucher dans une fosse où ils furent fusillés à l'arme automatique. En tout, le 20 juin 1942, à Gloubakoië 2 500 Juifs furent tués (3 000, 2 200),.
À l'automne 1942 1 000 autres Juifs furent tués à Gloubokoïe,.

### Conditions de vie dans le ghetto
En juillet 1942, le commissaire du district, souhaitant exterminer entièrement les juifs de son territoire, utilisa la ruse : il ordonna à tous les Juifs qui restaient à Gloubokoïe et dans les villages voisins de réintégrer le ghetto, les convainquant que désormais ils n'avaient plus rien à craindre, et que l'on ne les tuerait plus mais qu'on leur garantissait la vie sauve. Les membres du Judenrat avec des laisser-passer partaient dans les villages voisins pour chercher les Juifs cachés et les convaincre de réintégrer le ghetto.
Le mensonge allemand fonctionna et la majorité des Juifs cachés dans les environs (en tout environ 500 personnes, certains disent 600—700), mourant de faim, de froid, de maladie et de persécutions, fut rassemblée dans le second ghetto de Gloubokoïe. Là dans une promiscuité horrible, dans des granges sans lumière ni eau, furent logés les Juifs encore vivants de 42 bourgs et villages des environs : de Mior, Drouï, Prozorok, Goloubitch, Ziabok, Disny, Charkovtciny, Pliccy et de beaucoup d'autres encore. Outre des adultes, il se trouvaient aussi des enfants devenus orphelins, des nourrissons même, qui se trouvaient par hasard sur les bords du chemin et dans les bois. Dans le ghetto de Gloubokoïe étaient aussi arrivés des Juifs qui cherchaient ne fût-ce qu'un abri provisoire contre la mort et qui venaient des villages voisins de Dolginovo, Braslava, Loujkov, Zagatia, Chipov,...

## Pillage et utilisation des biens appartenant aux Juifs
Les Allemands tuèrent et pillèrent les Juifs dans une telle mesure qu'il leur fut nécessaire de créer à Gloubokoïe une véritable entreprise de conservation, de transformation et de vente des biens juifs. On trouvait en permanence dans la ville des charrettes remplies de biens provenant du pillage des Juifs tués, des vêtements, des chaussures, du linge de maison ; de la vaisselle, des machines à coudre, des objets de consommation pour les ménages. Tous ces objets étaient triés, nettoyés, réparés, rangés et répartis soigneusement dans des magasins et entrepôts. Bientôt dans l'ancienne rue Karl Marx à Gloubokoïe, les Allemands ouvrirent une grande maison de commerce (« Warenhaus »), où se vendaient à bas prix les effets des personnes tuées, leurs vêtements, leurs chaussures, leurs sous-vêtements, leur vaisselle et leurs meubles,.
Pour nettoyer tous ces objets pillés à leurs victimes, les Allemands organisèrent une blanchisserie qui fonctionnait tout le temps et où les Juifs étaient obligés de travailler. De ce fait, selon le témoignage de témoins, se passèrent des scènes terribles quand les Juifs qui y travaillaient retrouvaient les vêtements des membres de leur famille qui avaient été tués. Ainsi, Raphaël Gitlitz reconnut la robe de sa mère tuée, Manie Frydkinoy dut nettoyer les traces de sang sur la robe de son épouse, quant à la femme de l'instituteur Milikhman, elle dut nettoyer le costume de son mari tué.
Mais les activités commerciales des Allemands avec les biens de leurs victimes ne s'arrêtaient pas là. Les nazis créèrent spécialement un « Bureau du commissariat de district de Gloubokoïe », administration qui était située dans la rue Karl Marx au numéro 19. Ce bureau surveillait sans cesse les activités des ateliers et des travailleurs et tenait la comptabilité. Ce bureau s'occupait aussi de la préparation, de l'emballage et de l'envoi des colis vers l'Allemagne sur demande de particuliers ou d'institutions. La demande de colis fut si importante que les Allemands ouvrirent un atelier spécial séparé pour la préparation des boites en carton dont s'occupaient des enfants juifs âgés de 8 à 12 ans. Pour le moindre défaut à une boite les enfants étaient punis aussi sévèrement que des adultes. Quelques noms de clients habituels de ce magasin sont connus : le commissaire de district Gakhman, le rédacteur Geberling et Gebel, le chef de la gendarmerie Kern, les officiers Gaynleyt, Wildt, Sjhper, Tzanner, Bekker, Kopenwald et beaucoup d'autres encore...

## Résistance
Au début du printemps 1942, dans le ghetto, s'intensifia la construction de « caches » (abris) et d'organisations clandestines de jeunes qui voulaient résister. Tous rassemblaient des armes et cherchaient à joindre les Partisans biélorusses. Mais ils n'avaient pas de direction unifiée : les uns se préparaient à se défendre à la maison ; les autres voulaient quitter le ghetto pour se joindre aux partisans (bien que les Juifs ne fussent souvent acceptés qu'avec réticence dans les groupes de partisans),.
Les prisonniers du ghetto, surtout les jeunes, commencèrent à cacher des armes en les trouvant par différents moyens, puis à les envoyer aux partisans. Reuben Iokhelman de Gaydoutchik se fit engager à cette fin dans la gendarmerie pour avoir ainsi un accès aux entrepôts et y prendre des armes et des médicaments, aussi longtemps qu'il ne fut pas pris et fusillé. Jacob Friedman, habillé en uniforme de police, jusqu'à l'automne 1942 se procura des armes dans les villages et les transmit au ghetto et aux partisans. Puis, finalement, il resta chez les partisans. Le gendre de Moïse Berkone, avant qu'il ne disparaisse à la suite d'une dénonciation, réussit à apporter beaucoup d'armes aux partisans. Kleyner de Lutcha (petit village proche) fit de même et réussit à étourdir un Allemand qui gardait la porte du ghetto, à lui prendre son automatique et à rejoindre les partisans,.
L'été 1942, tout un groupe de jeunes réussit à sortir du ghetto de Gloubokoïe et à rejoindre les partisans avec des armes. Beaucoup de Juifs du ghetto commençaient à entendre parler de la lutte des partisans contre les nazis et dans les rangs des partisans plus de 60 Juifs de Gloubokaïe prirent part à la lutte au sein de la résistance. Un autre groupe de jeunes parvint à créer une liaison avec les partisans du détachement « Mstitel » (Vengeance) et leur fit parvenir des armes. En septembre 1942, ce groupe de 17-18 personnes (17) réussit à s'enfuir du ghetto et à s'allier aux partisans,.
En quelques mois, 18 autres prisonniers du ghetto parvinrent encore à s'enfuir. Les familles Feygel et Mylkine (en tout 14 personnes) furent arrêtées, par la Gestapo et tuées après avoir été torturées. Joseph Feygelson fut aussi cruellement assassiné lorsqu'en juillet 1943 les Allemands apprirent que deux résistants notoires, Zalman et Don étaient ses fils.
En février 1943, le chef du Judenrat, Germone Ledermane fut arrêté et assassiné, de même que son épouse mais deux de ses fils, Irikhim et Motké, réussirent à s'enfuir en sautant du convoi qui les emmenait.

## Destruction du ghetto et soulèvement des prisonniers
Les Allemands planifièrent la destruction totale du ghetto, et à mesure qu'approchait la date fixée il essayaient d'empêcher de la part des prisonniers toute tentative de résistance.
Tout ce qui semblait un tant soit peu suspect était réprimé sans pitié. Ainsi Chlem Kraynie
fut fusillé pour avoir ferré le cheval d'un paysan ; Zaytsa fut tuée après avoir été longuement torturée pour avoir détenu un poste récepteur de radio ; le vieux Mordhukh Gourevitch fut fusillé pour avoir salué un paysan de la région ; une jeune fille du nom de Saula Braun fut fusillée pour son amitié avec un garçon de la ville.
Le fils ainé du chef du Judenrat, Germon Lederman, profita de l'évasion qui suivit pour s'échapper, mais Motke, le cadet, organisa et se mit à la tête d'un petit groupe de partisans et se vengea de son côté des actions des Allemands. Au milieu du mois d'août 1943, il commanda la brigade des partisans du nom de Souvorov, retourna dans le ghetto pour préparer un soulèvement et le soutien armé des partisans pour les prochaines attaques contre la garnison allemande de Globokoïe. Ils réussirent à préparer 300 jeunes gens armés et équipés d'explosifs. Toutefois la date du soulèvement dut être différée. À la suite de diverses actions des partisans, la nuit du 18 au 19 août 1943 des troupes allemandes arrivèrent venant de Vilnius et de Dvinsk à Gloubokoïe pour lutter contre les partisans. Les Allemands décidèrent de déporter le ghetto vers le camp de la mort de Majdanek. À 4 heures du matin un officier allemand ordonna au Judenrat de rassembler en deux heures tous les Juifs sur la place, sous prétexte de les envoyer en Pologne, à Lublin où « ils auraient du travail ». Mais les prisonniers, comprenant que les Allemands voulaient organiser une de leurs « actions », se jetèrent vers les ouvertures existant dans les palissades du ghetto. Les Allemands et les policiers ouvrirent sur les fuyards un feu continu, si bien que des dizaines de personnes furent blessées ou tuées. Ceux qui restaient revinrent en arrière se cacher dans les abris.
Le matin les gendarmes allemands et les policiers cernèrent le ghetto dans le but de le détruire complètement, mais ils se heurtèrent à une résistance armée organisée par les Juifs.
La déportation vers le camp de la mort ayant échoué, les Allemands décidèrent de tuer tous les Juifs sans exception en les brûlant dans le ghetto lui-même. Ils incendièrent celui-ci avec des avions volant à basse altitude, aux chants de l'hymne patriotique nazi « Horst-Wessel-Lied », jetant des bombes incendiaires et tirant au fusil sur ceux qui sortaient en feu des flammes. Le ghetto fut transformé en un gigantesque brasier. Beaucoup furent étouffés par les fumées, furent écrasés dans la cohue qui en résulta ou encore suffoquèrent dans les abris enfumés,.
Les Juifs, pour la plupart des jeunes, cherchaient à tout prix la vengeance et la lutte. Ils disposaient d'armes qu'ils avaient cachées quatre jours plus tôt et réussirent à blesser et tuer 150 nazis et policiers. Entre-temps les Allemands avaient reçu du renfort et réussirent à refouler les partisans et à en finir avec la résistance des Juifs du ghetto. Selon les historiens, si les partisans avaient réussi à entrer dans le ghetto, 500 personnes auraient pu être sauvées,.
Selon le témoignage d'un témoin oculaire :
« …le ghetto a été détruit par les tirs des canons et des véhicules blindés et complètement incendié. Sur l'emplacement du ghetto détruit, les corps de ceux qui avaient été fusillés ou brûlés furent enlevés et parmi ceux-ci il y avait beaucoup de femmes, d'enfants et des vieillards. Les faits sont caractéristiques de la justice sommaire des Allemands vis-à-vis des habitants des ghettos : participation de la Feld-Kommandantur (départementale) et de ses subdivisions, de ses blindés, le tout sous un commandement unique menant au bombardement et à l'extermination des civils. »
Ainsi, le 20 août 1943, le ghetto de Gloubokoïe fut complètement détruit et 5 000 Juifs furent exterminés,,,.
De l'acte « de la justice sommaire et cruelle à l'égard des Juifs du ghetto de la ville de Gloubakoïe dans l'oblats de Vileyska… » :
« Le 19 août 1943, les Allemands apprirent par leurs espions qu'un soulèvement se préparait dans le camp de concentration. Les jeunes du camp tinrent une réunion clandestine le 15 août où ils décidèrent d'organiser un soulèvement et une sortie en masse des Juifs du ghetto. Les bâtiments des pouvoirs locaux seraient minés, les armes et munitions seraient distribuées le 18 août entre tous ceux qui seraient capables de participer.

Pendant ce temps, les Allemands entouraient le camp d'une triple ceinture d'enfermement composée de chars et de pièces d'artillerie.
Le soulèvement commença le 19 août 1943, sous la conduite de Lieberman. Au signal convenu (à la grenade et en criant « hourra »), l'action générale débuta : tous se précipitèrent vers des brèches dans la ceinture de fils de fer barbelés. La lutte s'engagea contre les Allemands et les policiers. Les premières grenades furent lancées sur des nids de mitrailleuses, sur les tours de guet, sur le poste de police, sur les fabriques et les ateliers, dans lesquels était fabriqué du savon, des couteaux, des lainages. Tout fut détruit.
Les Allemands furent stupéfaits par ces actions et leur artillerie ouvrit le feu. Les chars s'approchèrent, mais rien ne semblait pouvoir arrêter cette attaque, les Juifs résistaient. Les Allemands ne parvinrent même pas à prendre un des bunkers, après une journée de tirs continus.
Selon un témoin oculaire et participant au soulèvement, une centaine de nazis furent tués ou blessés.
Certains Juifs s'enfuirent dans les bois, et la plupart furent abattus. L'organisateur principal du soulèvement Lieberman, mourut courageusement. Les Allemands le capturèrent blessé et se vengèrent de lui de manière horrible. Ceux qui ne pouvaient pas sortir du ghetto : les enfants, les vieillards, les malades, connurent le même sort. Les Allemands leur crevèrent les yeux, leur arrachèrent des membres et les jetèrent vivants dans les flammes.
Dans le bunker installé sous une maison, ils envoyèrent du gaz.
Après le massacre, des Juifs et des non-Juifs furent mobilisés dans les villages environnants par les Allemands, pour nettoyer la ville des cadavres du ghetto. Tous ces cadavres de Juifs furent déshabillés et jetés avec des crochets sur des charrettes. Pour le nettoyage, notamment des bunkers, les Allemands distribuaient de l'alcool et des cigarettes. La population ramassait les vêtements et les objets de valeur des Juifs. Même les dents en or étaient enlevées des cadavres.

Toute la scène a été photographiée par un photographe spécial, en particulier des éléments tels que le chargement des cadavres par les habitants biélorusses, les membres arrachés, les traces de massacres, les yeux crevés. Les Allemands incitaient à la haine des Juifs, en disant : « nous leur avons laissé la vie sauve pendant deux ans, et eux, en échange, ils se sont engagés dans le banditisme ». C'est comme cela que les Allemands voulaient que les Juifs soient appelés. »

## Mémoire
Les listes des prisonniers du ghetto de Gloubokaïe brulèrent en même temps que le Judenrat. Sur des milliers de prisonniers seules 500 personnes échappèrent à la mort.
Après 1945 à l'endroit de la fusillade des Juifs de Gloubokoïe, victimes de la Shoah, fut édifié un premier monument. Plus tard à l'endroit du massacre de masse des Juifs grâce à l'aide de Lvov Arthur Simonovitch, de Rachil Yoffé, de Leyb Yoffé, Zalman et Don Feygelson trois autres monuments furent édifiés : deux dans le bois de Borki et un dans la rue de la Légion,.
Au square de la rue Tchkalov, où reposent 4 500 personnes dans la fosse commune, victimes de la Shoah en Biélorussie a été construit un mémorial. Sur des pierres ont été gravés en quatre langues ces mots : « Passant, respecte ce lieu sacré ! Ici reposent les victimes du ghetto juif, assassinées par les nazis en 1943. Mémoire éternelle à eux ». Lev Arthur Simonovitch, un des survivants du massacre du ghetto de Gloubokoïe, très actif pour que soit conservée la mémoire des victimes, a reçu en 2006 le titre de « citoyen d'honneur de la ville de Gloubokoïe ».
Le programmateur de télévision biélorusse, Constantin Yamanov, envisage de tourner un film documentaire sur l'histoire de Gloubokaïe pendant la seconde Guerre mondiale.
À Tel-Aviv il existe une maison appelée « maison de Gloubokoïe », qui porte, inscrits sur ses murs, les noms des victimes du ghetto de Gloubokoïe.
Michaël Etkine, un des survivants juif de Gloubokoïe, a écrit un livre de souvenirs, intitulé « Malgré tout, j'ai vaincu ».

### Sources et bibliographie
- (ru) Cet article est partiellement ou en totalité issu de l’article de Wikipédia en russe intitulé « Гетто в Глубо́ком » (voir la liste des auteurs).
- (ru) Адамушко В. И., Бирюкова О. В., Крюк В. П., Кудрякова Г. А. «Справочник о местах принудительного содержания гражданского населения на оккупированной территории Беларуси 1941-1944». — Мн.: Национальный архив Республики Беларусь, Государственный комитет по архивам и делопроизводству Республики Беларусь, 2001. — 158 с. — 2000 экз. —  (ISBN 985-6372-19-4)V.I. Adamouchko :Livre recueil sur les lieux de maintien forcé de civils en Biélorussie occupée 1941-1944, Archives de la république de Biélorussie
- (ru) Глубокое — статья из Российской еврейской энциклопедииGloubokoïe : articles dans l'encyclopédie des Juifs de Russie
- (ru) Акт, направленный в Белорусский штаб партизанского движения 28 октября 1943 года: «О зверской расправе над евреями в гетто г. Глубоком Вилейской области, учиненной 19 августа 1943 года», составленный сразу после ликвидации гетто командованием 1-й партизанской бригады имени Суворова. Акт подписали: П. А. Хомченко — командир бригады, Н. Е. Усов — комиссар, Т. К. Раевский — начальник штаба. Сейчас этот документ хранится в Национальном архиве Республики Беларусь[8].Document : Direction du quartier général du mouvement du 28 octobre 1943 en Biélorussie : « Justice sommaire et cruelle contre les Juifs du ghetto de Gloubokoïe le 19 août 1943 » après la liquidation du ghetto.Document signé par P.A Khomtchenko, commandant de brigade, Oucov commissaire, Rayevsky chef du quartier-général. Document conservé dans les archives nationales de Biélorussie
- (ru) Национальный архив Республики Беларусь (НАРБ). — фонд 370, опись 1, дело 483, лист 15[10]; фонд 845, опись 1, дело 64, лист 2[10]; фонд 861, опись 1, дело 13, листы 78, 78об., 80об., 81[8],[10]Archives d'État de la république de Biélorussie
- (ru) Государственный архив Российской Федерации (ГАРФ). — фонд 7021, опись 92, дело 212, листы 8-13[10]Archives d'État de la fédération de Russie

Bibliographie complémentaire
- (ru)М. Эткин. «Несмотря ни на что, я победил»[17]. (he + en) M.Etkine « Malgré tout j'ai vaincu »
- (ru) Черная книга. «О злодейском повсеместном убийстве евреев немецко-фашистскими захватчиками во временно оккупированных районах Советского Союза и в лагерях Польши во время войны в 1941—1945 гг.» Составители: Василий Гроссман, Илья Эренбург. Вильнюс: ЙАД. 1993. — С. 145—147Le livre noir de la Shoah «sur les assassinats des Juifs par les Allemands fascistes lors de l'occupation en 1941-1945 » Rassemblés par Vassili Grossman, Ilia Erenbourg. à Vilnius 1993.
- (ru)Yitzhak Arad. Уничтожение евреев СССР в годы немецкой оккупации (1941—1944). Сборник документов и материалов, Иерусалим, издательство Яд ва-Шем, 1991,  (ISBN 965-308-010-5)Yitzhak Arad. Extermination des Juifs d'URSS en 1941-1944. Recueil de documents, Jérusalem, éditeur :Yad Vashem
- (ru)ouvrage|auteur= Tchernoglasova R A. et Kh. Kheer / Черноглазова Р. А., Хеер Х.|titre= Tragédie des Juifs en Biélorussie /Трагедия евреев Белоруссии в 1941— 1944 гг.: сборник материалов и документов|édition=Изд. 2-е, испр. и доп.|lieu= Minsk|éditeur=Э. С. Гальперин|année=1997|pages=398| (ISBN 985627902X)|tirage=1000R.A. Tchernoglasova et Kh. Kheer : la tragédie des Juifs de Biélorussie 1941-1944. Recueil de documents. Éditeur Galpérine 1997.
- (ru)Книга:Винница Г. Р.:Холокост на оккупированной территории Восточной БеларусиG.R. Vinitsa : Shoah en Biélorussie de l'Est occupée